# مقاطعة بيهور
مقاطعة بيهور (بالإنجليزية: Bihor County)‏ هي مقاطعة في رومانيا، تتبع رومانيا، بلغ عدد سكانها 527٬216 نسمة، في 1930، عاصمتها أوراديا، تبلغ مساحتها 7٬544٫0 كيلومتر مربع.

## التقسيمات الإدارية
- أوراديا
- Sânmartin, Bihor [الإنجليزية]‏
- Sântandrei [الإنجليزية]‏
- Aleșd [الإنجليزية]‏
- Aștileu [الإنجليزية]‏
- Beiuș [الإنجليزية]‏
- Ștei [الإنجليزية]‏
- Marghita [الإنجليزية]‏
- Nucet [الإنجليزية]‏
- Salonta [الإنجليزية]‏
- Vașcău [الإنجليزية]‏
- Abram, Bihor [الإنجليزية]‏
- Petreu [الإنجليزية]‏
- Aușeu [الإنجليزية]‏
- Avram Iancu, Bihor [الإنجليزية]‏
- Balc, Bihor [الإنجليزية]‏
- Batăr [الإنجليزية]‏
- Biharia [الإنجليزية]‏
- Boianu Mare [الإنجليزية]‏
- Borod, Bihor [الإنجليزية]‏
- Borș, Bihor [الإنجليزية]‏
- Bratca [الإنجليزية]‏
- Brusturi, Bihor [الإنجليزية]‏
- Budureasa [الإنجليزية]‏
- Buduslău [الإنجليزية]‏
- Bulz [الإنجليزية]‏
- Buntești [الإنجليزية]‏
- Căbești [الإنجليزية]‏
- Căpâlna [الإنجليزية]‏
- Cărpinet [الإنجليزية]‏
- Cefa [الإنجليزية]‏
- Ceica [الإنجليزية]‏
- Cetariu [الإنجليزية]‏
- Cherechiu [الإنجليزية]‏
- Chișlaz [الإنجليزية]‏
- Sâniob [الإنجليزية]‏
- Ciumeghiu [الإنجليزية]‏
- Câmpani [الإنجليزية]‏
- Cociuba Mare [الإنجليزية]‏
- Copăcel [الإنجليزية]‏
- Criștioru de Jos [الإنجليزية]‏
- Curățele [الإنجليزية]‏
- Curtuișeni [الإنجليزية]‏
- Derna, Bihor [الإنجليزية]‏
- Diosig [الإنجليزية]‏
- Dobrești, Bihor [الإنجليزية]‏
- Drăgănești, Bihor [الإنجليزية]‏
- Drăgești [الإنجليزية]‏
- Finiș [الإنجليزية]‏
- Girișu de Criș [الإنجليزية]‏
- Hidișelu de Sus [الإنجليزية]‏
- Holod, Bihor [الإنجليزية]‏
- Husasău de Tinca [الإنجليزية]‏
- Ineu, Bihor [الإنجليزية]‏
- Lazuri de Beiuș [الإنجليزية]‏
- Lăzăreni [الإنجليزية]‏
- Lugașu de Jos [الإنجليزية]‏
- Lunca, Bihor [الإنجليزية]‏
- Mădăras [الإنجليزية]‏
- Măgești [الإنجليزية]‏
- Nojorid [الإنجليزية]‏
- Olcea [الإنجليزية]‏
- Oșorhei [الإنجليزية]‏
- Pietroasa, Bihor [الإنجليزية]‏
- Pocola, Bihor [الإنجليزية]‏
- Pomezeu [الإنجليزية]‏
- Popești, Bihor [الإنجليزية]‏
- Răbăgani [الإنجليزية]‏
- Remetea, Bihor [الإنجليزية]‏
- Rieni [الإنجليزية]‏
- Roșia, Bihor [الإنجليزية]‏
- Săcădat [الإنجليزية]‏
- Săcueni [الإنجليزية]‏
- Sălacea [الإنجليزية]‏
- Sălard [الإنجليزية]‏
- Sâmbăta [الإنجليزية]‏
- Sârbi, Bihor [الإنجليزية]‏
- Spinuș [الإنجليزية]‏
- Suplacu de Barcău [الإنجليزية]‏
- Șimian, Bihor [الإنجليزية]‏
- Șinteu [الإنجليزية]‏
- Șoimi [الإنجليزية]‏
- Șuncuiuș [الإنجليزية]‏
- Tarcea [الإنجليزية]‏
- Tărcaia [الإنجليزية]‏
- Tăuteu [الإنجليزية]‏
- Tileagd [الإنجليزية]‏
- Tinca [الإنجليزية]‏
- Tulca [الإنجليزية]‏
- Țețchea [الإنجليزية]‏
- Uileacu de Beiuș [الإنجليزية]‏
- Vadu Crișului [الإنجليزية]‏
- Valea lui Mihai [الإنجليزية]‏
- Viișoara, Bihor [الإنجليزية]‏
- Vârciorog [الإنجليزية]‏
- Tămășeu [الإنجليزية]‏
- Paleu [الإنجليزية]‏
- Sânnicolau Român [الإنجليزية]‏
- Roșiori, Bihor [الإنجليزية]‏
- Gepiu [الإنجليزية]‏
- Toboliu [الإنجليزية]‏.